# تشارلز جيريمي كولومب
تشارلز جيريمي كولومب هو سياسي كندي، ولد في 23 أكتوبر 1846 في Saint-Cuthbert ‏ في كندا، وتوفي في 1937 في لا سوومبتيون في كندا. نشط حزبياً في حزب كندا المحافظ. وقد انتخب عضو مجلس العموم الكندي.